# علم اجتماع الجهل العلمي
يعد علم اجتماع الجهل العلمي دراسة الجهل في العلم والعلوم والذي يرمز له (SSI) وتعد الطريقة الأكثر شيوعًا في النظر إلى الجهل باعتباره شيئًا ذات صلة وليس مجرد نقص في المعرفة العلمية وهناك مجالان متميزان تجري فيهما دراسة SSI: بينما يركز البعض على الجهل في البحث العلمي يركز البعض الآخر على جهل الجمهور بالعلم ويعد علم اجتماع الجهل العلمي إحدى المجالات المكملة لعلم اجتماع المعرفة العلمية والذي يرمز له (SSK).
ويمكن لدارسي الجهل في البحث العلمي أن يستخدموا الجهل كأداة فعالة في العلوم وخير مثال على ذلك هو الصندوق الأسود الا وهو الأخذ في الحسبان أنه قد يكون من المفيد إخفاء الأجزاء الداخلية من النظام، وجعل المدخلات والمخرجات مرئية فقط للمستخدم.
تصب دراسات الجهل العام بالعلم جميع اهتمامها نحو كيف يأثر الجهل العلمي على المجتمع والبيئة والنظرة العامة إلى العلم، وما الذي يمكن أن يؤدي إلى جهل الجمهور بالعلم والذي بدوره يتعلق مضمن في مجال فهم الجمهور للعلوم.

## الجهل في البحث العلمي
ينظر عامة الناس إلى الجهل نظرة سلبية بطبيعة الحال إذ وكان الجهل العلمي لفترة طويلة يُنظر إليه على أنه أمر سلبي مفرغ منه إلا أن الناس بدأوا مؤخرًا في التراجع وتعديل هذه الصورة النمطية وعوضا عن ذلك حاولوا إيجاد استخدامات متعددة للجهل المتعمد. أو ما يعرف عمومًا بالجهل المفيد وتنص الخطوة الأولى لإيجاد استخدامات الجهل هي الإدراك أن الجهل أمر لا مفر منه كما يقول عالم الاجتماع الألماني ماتياس غروس: «المعرفة الجديدة تعني أيضًا المزيد من الجهل».ويتحدث غروس أيضًا عن العلاقة بين الجهل والدهشة إذ يمكن للدهشة أن تكشف ما يجهله العلماء والذي يسهم أيما إسهام في مساعدتهم على تركيز أبحاثهم من أجل اكتساب المعرفة ومن ناحية أخرى، الجهل هو ما يثير الدهشة، مما يجعل الاثنين مترابطين ويكمل احدهم الآخر.

### استغلال الجهل
بالتوافق مع تعبئة المعرفة والتي تهدف وضع المعرفة المتاحة ضمن نطاق يمكن إستخدامه وقد تم إدخال مفهوم "أستغلال الجهل" كمصطلح يمكن أن يفهم على أنه استخدام الجهل لتحقيق الأهداف". ومما يميز هذا المفهوم أيضًا بين نوعين من الجهل إحداهما عدم المعرفة النشطة الا وهو الجهل الذي يؤخذ في الاعتبار عن قصد أو عن غير قصد في العلم وعدم المعرفة الكامنة الا وهو الجهل الذي لا يؤخذ في الاعتبار وثانيهما يشبه الصورة النمطية القديمة للجهل، مثل نقص المعرفة ا عدم اكتساب العلم ويمكن القول بأن عملية إستغلال الجهل تهدف إلى تغيير جذري من عدم المعرفة الكامنة إلى عدم معرفة نشطة واللتي تلعب دوراً كبيراً في جعلها عملية مفيدة لمزيد من البحث.

### الجهل المتناهي
أو ما يعرف بعدم المعرفة التي يدركها العلماء مما يتوجب عليهم التغيير نحو المعرفة من أجل اكتساب المعرفة بشيء وخير مثال على ذلك مقولة «الاعتراف الصريح بما لم يُعرف بعد ولكن يجب أن يُعرف من أجل إرساء الأساس لمزيد من المعرفة». ويمكن أن يساعد ذلك العلماء في توجيه أبحاثهم مما يوضح ما يجب القيام به من دراسات مسبقة، قبل إجراء البحث الرئيسي.

## إلمام العامة بالجهل العلمي
يقسم هذا التصنيف من SSI بشكل عام أسباب إلمام العامة بالجهل العلمي وكذلك التأثير الذي يمكن أن يحدثه على البحث العلمي والمجتمع وتستخدم إحدى طرق تصنيف أسباب الجهل الفئات الثلاث التالية: 
- الاختيار المتعمد، لعدم الاهتمام.
- تقسيم العمل، مما يعني أنه غير ذي صلة بعمل المرء.
- الدستور العقلي، الذي له عقل اساسه ليس علمياً بما فيه الكفاية.

وأجريت دراسات عديدة تركز بشكل كبير الدور الذي يلعبه الصحفيون بشكل خاص ووسائل الإعلام بشكل عام خاصة عندما يتعلق الأمر بجهل الجمهور بالعلم والمفاهيم العلمية الخاطئة الشائعة ويمكن أن يكون السبب وراء نشر الصحفيين لمعلومات كاذبة أو مضللة سببين إما لأن الصحفيين يعتقدون أن المعلومات صحيحة أو بسبب بعض المكاسب الشخصية التي سيجنيها الصحفي وهناك طريقة شائعة لوضع وزن للصحفيين وهي بأن يدعي الصحفي الإشارة إلى الجدل العلمي، أو الجهل في البحث العلمي وعلى الرغم من أن هذه الأخيرة لا يمكن تجنبها، فإن هذا الأمر من خلال الرأي الشائع في SSI، جعل العلماء أكثر تردداً في مناقشة جهلهم، حيث يمكن لوسائل الإعلام استخدام ذلك للحد من عملهم وأحد المجالات التي يقال إن وسائط الإعلام لعبت فيها دورا بارزا في الرأي العام في هذه المسألة الا وهو الجدل حول الاحترار العالمي.

## روابط خارجية
- موقع علم الاجتماع من الجهل يضم علم اجتماع الجهل العلمي